# Banresonans 1:1
Banresonans 1:1 eller koorbital konfiguration avser inom astronomin två eller flera himlakroppar (såsom asteroider, månar eller planeter) som kretsar på samma, eller mycket lika avstånd från sitt överordnade objekt som varje annat, det vill säga har medelbanresonans 1:1 (eller 1:−1 om de kretsar i motsatta riktningar.)
Det finns flera klasser av koorbitala objekt, beroende på deras librationspunkt. Den vanligaste och mest kända klassen är trojaner, som libraterar omkring en av de två stabila Lagrangepunkterna (trojanska punkter), L4 och L5, 60° framför och bakom den större kroppen respektive. En annan klass är hästskobanan, där objektet libraterar omkring 180° från den större kroppen. Objekt som libraterar omkring 0° kallas för kvasimånar.
En utbytesbana uppstår när två koorbitala objekt har liknande massa och därigenom har en icke-försumbar effekt på varandra. Objekten kan utbyta halv storaxel eller banexcentricitet när de närmar sig varandra.

## Parametrar
Banparametrar som används för att beskriva förhållandet mellan koorbitala objekt är periapsislongitudsdifferensen och medellongitudsdifferensen. Periapsislongituden är summan av medellongituden och medelanomalin {\displaystyle ({\lambda }=\varpi +M)} och medellongituden är summan av longituden för uppstigande nod och periapsisargumentet {\displaystyle (\varpi =\Omega +\omega )}.

## Trojaner

Trojanska punkter är de punkter märkta L_{4} och L_{5}, markerade i rött, på omloppsbanan av det sekundära objektet (blå), omkring det primära objektet (gul).

Trojanska objekt kretsar 60° framför (L4) eller bakom (L5) ett mer massivt objekt, båda i omloppsbana kring ett ännu mer omfattande centralt objekt. Det mest kända exemplet är asteroiderna som kretsar framför eller bakom Jupiter, som i sin tur kretsar kring solen. Trojanska objekt kretsar inte exakt vid en av vardera Lagrangepunkt, men är fortfarande relativt när den, och ser därmed ut att sakta kretsa kring den. I tekniska termer, libraterar de omkring {\displaystyle ({\Delta }{\lambda },{\Delta }\varpi )} = (±60°, ±60°). De libraterar omkring samma punkt, oavsett massa eller banexcentricitet.

### Trojanska småplaneter
Det finns flera tusen kända trojanska småplaneter som kretsar kring solen. De flesta av dessa kretsar kring närheten av Jupiters Lagrangepunkter, de traditionella Jupitertrojanerna. Neptunus har nio kända trojanska objekt, Mars har sju kända sådana (och en stark kandidat) och jorden en, 2010 TK7.

### Trojanska månar
Saturnussystemet innehåller två uppsättningar av trojanska månar. Både Tethys och Dione har två trojanska månar, Telesto och Calypso i Tethys’ L4 och L5 respektive och Helene och Polydeuces i Diones L4 och L5 respektive.
Polydeuces är notabel för sin vida libration: den vandrar så långt som ±30° från sin Lagrangepunkt och ±2 % från sin medelomloppsradie, längs en grodyngelbana i 790 dygn (288 gånger sin omloppstid runt Saturnus, samma som Diones).

### Trojanska planeter
Ett par koorbitala exoplaneter föreslogs kretsa kring stjärnan Kepler-223, men förslaget var senare indraget.
En möjlighet för beboeliga zonen är en trojansk planet till en gasjätte nära sin stjärna.

#### Bildning av jorden–månen-systemet
Enligt kollisionsteorin bildades jordens måne efter en kollision mellan två kretsande koorbitala objekt – Theia, vars massa har uppskattats till cirka 10 % av jordens (liksom Mars’), och protojorden – vars banor stördes av andra planeter, och därigenom förde Theia ut ur sin trojanposition och orsakade kollisionen.

## Hästskobanor

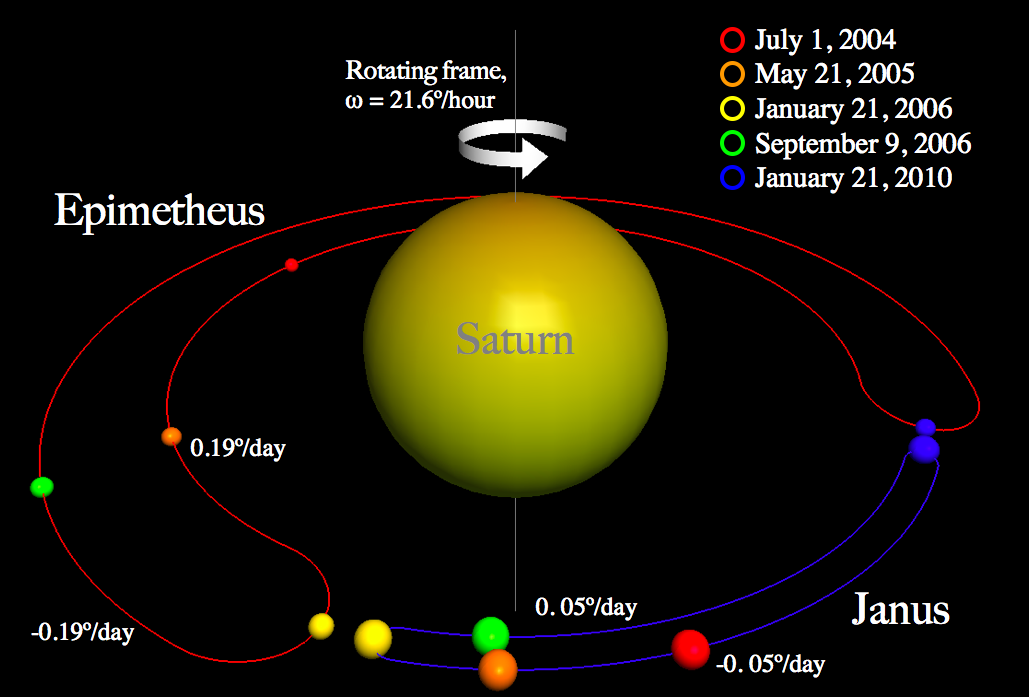
Skildring av det roterande referenssystemet av Janus’ och Epimetheus’ hästskoutbytesbanor.

Objekt i en hästskobana libraterar omkring 180° från det primära objektet. Deras banor omfattar båda liksidiga Lagrangepunkter, det vill säga L4 och L5.

### Koorbitala månar
Saturnusmånarna Janus och Epimetheus delar varandras banor, skillnaden i deras halva storaxlar är mindre än bådas medeldiameter. Detta innebär att månen med den mindre halva storaxeln långsamt kommer ikapp den andra månen. Såsom den gör detta, drar månarna gravitationellt i varandra, vilket ökar den halva storaxeln av månen som den andra månen fångas upp av, för vilken i sin tur en minskning av den halva storaxeln sker. Detta vänder om deras relativa positioner i proportion till deras massor och orsakar att processen börjar om på nytt med omvända roller för månarna. Med andra ord byter de effektivt banor, och slutligen är båda oscillerande beträffande deras massviktade medelbana.

### Koorbitala jordasteroider
Ett litet antal asteroider har konstaterats att ha banresonans 1:1 med jorden. Den första av dessa som upptäcktes, 3753 Cruithne, kretsar kring solen med en period som är något mindre än ett jordår, vilket resulterar i en omloppsbana som (ur jordsynvinkel) liknar en bönformad bana centrerad på en position framför jordens position. Denna bana rör sig långsamt längre fram i jordens banposition. När Cruithnes omloppsbana rör sig till en position där den leds av jordens position, snarare än att leda den, ökar den gravitationella effekten av jordens omloppstid, och därmed börjar banan sedan att släpa, återvändande till det ursprungliga läget. Hela cykeln tar 770 år, vilket leder till en hästskoformad rörelse i förhållande till jorden.
Mer resonanta jordnära objekt (NEO) har upptäckts därefter. Dessa inkluderar 54509 YORP, 1998 UP1, 2002 AA29 och 2009 BD, vars resonanta banor liknar Cruithnes. 2010 TK7 är den första och hittills enda identifierade jordtrojanen.

## Kvasisatellit
Kvasisatelliter är koorbitala objekt som libraterar omkring 0° från det primära objektet. Lågexcentricitetskvasisatellitbanor är mycket instabila, men vid moderata till höga excentriciteter kan sådana banor vara stabila. Från ett medroterande perspektiv förefaller kvasisatelliten att kretsa kring det primära objektet liksom en retrograd rörelse, men på sådant stort avstånd att den inte är gravitationellt bunden till sig.

## Utbytesbanor
Förutom utbyte av halva storaxlar, liksom Saturnusmånarna Epimetheus och Janus, är en annan möjlighet att dela samma axel, men utbyta 
excentriciteter istället.